# Manassas (band)
Manassas was een Amerikaanse band die in 1971 werd geformeerd door Stephen Stills. Hij was ervoor en erna lid van Crosby, Stills, Nash & Young en enkele jaren daarvoor van Buffalo Springfield. De band speelde een mengeling van rock, blues, folk, bluegrass en Latijns-Amerikaanse muziek.

## Geschiedenis
Manassas is ontstaan tijdens sessies in de Criteria Studios in Miami die waren bedoeld om het derde muziekalbum van Stills op te nemen. De musici waren zo goed te spreken over hun onderlinge samenwerking, dat ze besloten als band verder te gaan. Aanvankelijk hadden ze nog geen naam bedacht. Op het treinstation van Manassas in de staat Virginia werd een foto van het gezelschap genomen onder het bord met de naam van het station. De foto werd gebruikt voor de hoes van hun debuut(dubbel)album en Manassas werd zo de naamgever van de band. Op 22 maart 1972 vond in het Concertgebouw te Amsterdam hun eerste optreden plaats ter gelegenheid van de wereldtour ter promotie van het album.

## Leden
De leden van Manassas waren:
- Stephen Stills; hij was de oprichter van de band en had de leiding
- Chris Hillman, voorheen bij The Byrds en The Flying Burrito Brothers
- Al Perkins die eveneens voor de Flying Burrito Brothers speelde
- Paul Harris, sessiemusicus voor B.B. King en veel anderen
- Joe Lala van Blues Image
- Calvin Fuzzy Samuels die ook voor CSN speelde
- Dallas Taylor die eveneens voor CSN speelde

## Discografie
Albums
- 1972: Manassas
- 1973: Down the road
- 2000: From Bull Run to Culpepper, livealbum van optredens in 1973
- 2009: Pieces, verzamelalbum

Singles
- 1972: It doesn't matter (2 versies met verschillende B-kanten)
- 1972: Rock 'n' roll crazies
- 1972: The Treasure (Take One)
- 1973: Isn't it about time
- 1973: Guaguancó de veró

- Bibsys: 10000974
- Bibliothèque nationale de France: cb13946322j (data)
- Gemeinsame Normdatei: 10294049-6
- International Standard Name Identifier: 0000 0001 0666 2361
- Library of Congress Control Number: no97018101
- MusicBrainz: 6964478b-5f5d-48a4-839a-dfc3886c0843
- Nationale Bibliotheek van Tsjechië: xx0028339
- Nationale Bibliotheek van Israël: 987007409569105171
- Virtual International Authority File: 140335927